# Campeonato Potiguar 1974
In 1974 werd het 55ste Campeonato Potiguar gespeeld voor voetbalclubs uit de Braziliaanse staat Rio Grande do Norte. De competitie werd georganiseerd door de FNF en werd gespeeld van 11 augustus tot 11 december. América werd kampioen. 

## Eerste toernooi

### Eerste fase

#### Groep A
| Plaats | Club              | Wed. | W | G | V | Saldo | Ptn. |
| ------ | ----------------- | ---- | - | - | - | ----- | ---- |
| 1.     | Força e Luz       | 3    | 3 | 0 | 0 | 10:0  | 6    |
| 2.     | ABC               | 3    | 2 | 0 | 1 | 10:1  | 4    |
| 3.     | Atlético Potiguar | 3    | 1 | 0 | 2 | 4:12  | 2    |
| 4.     | Ferroviário       | 3    | 0 | 0 | 3 | 0:11  | 0    |

|  | Geplaatst voor tweede fase |

#### Groep B
| Plaats | Club                | Wed. | W | G | V | Saldo | Ptn. |
| ------ | ------------------- | ---- | - | - | - | ----- | ---- |
| 1.     | América de Natal    | 3    | 3 | 0 | 0 | 10:2  | 6    |
| 2.     | Riachuelo           | 3    | 2 | 0 | 1 | 3:5   | 4    |
| 3.     | Alecrim             | 3    | 1 | 0 | 2 | 3:5   | 2    |
| 4.     | Potiguar de Mossoró | 3    | 0 | 0 | 3 | 1:5   | 0    |

|  | Geplaatst voor tweede fase |

### Tweede fase
| Plaats | Club             | Wed. | W | G | V | Saldo | Ptn. |
| ------ | ---------------- | ---- | - | - | - | ----- | ---- |
| 1.     | América de Natal | 3    | 2 | 1 | 0 | 8:3   | 5    |
| 2.     | ABC              | 3    | 2 | 0 | 1 | 7:5   | 4    |
| 3.     | Força e Luz      | 3    | 1 | 0 | 2 | 3:8   | 2    |
| 4.     | Riachuelo        | 3    | 0 | 1 | 2 | 4:6   | 1    |

|  | Geplaatst voor finale |

## Tweede toernooi

### Eerste fase

#### Groep A
| Plaats | Club              | Wed. | W | G | V | Saldo | Ptn. |
| ------ | ----------------- | ---- | - | - | - | ----- | ---- |
| 1.     | América de Natal  | 3    | 2 | 1 | 0 | 8:0   | 5    |
| 2.     | Força e Luz       | 3    | 2 | 1 | 0 | 4:0   | 5    |
| 3.     | Atlético Potiguar | 3    | 1 | 0 | 2 | 3:9   | 2    |
| 4.     | Ferroviário       | 3    | 0 | 0 | 3 | 2:8   | 0    |

|  | Geplaatst voor tweede fase |

#### Groep B
| Plaats | Club                | Wed. | W | G | V | Saldo | Ptn. |
| ------ | ------------------- | ---- | - | - | - | ----- | ---- |
| 1.     | Potiguar de Mossoró | 3    | 2 | 1 | 0 | 5:1   | 5    |
| 2.     | ABC                 | 3    | 2 | 0 | 1 | 4:1   | 4    |
| 3.     | Alecrim             | 3    | 1 | 0 | 2 | 2:4   | 2    |
| 4.     | Riachuelo           | 3    | 0 | 1 | 2 | 1:6   | 1    |

|  | Geplaatst voor tweede fase |

### Tweede fase
| Plaats | Club                | Wed. | W | G | V | Saldo | Ptn. |
| ------ | ------------------- | ---- | - | - | - | ----- | ---- |
| 1.     | ABC                 | 3    | 1 | 2 | 0 | 3:2   | 4    |
| 1.     | América de Natal    | 3    | 1 | 2 | 0 | 3:2   | 4    |
| 1.     | Potiguar de Mossoró | 3    | 1 | 2 | 0 | 1:0   | 4    |
| 4.     | Força e Luz         | 3    | 0 | 0 | 3 | 0:3   | 0    |

|  | Play-off |

#### Play-off
| Plaats | Club                | Wed. | W | G | V | Saldo | Ptn. |
| ------ | ------------------- | ---- | - | - | - | ----- | ---- |
| 1.     | América de Natal    | 2    | 2 | 0 | 0 | 2:0   | 4    |
| 2.     | ABC                 | 2    | 0 | 1 | 1 | 1:2   | 1    |
| 3.     | Potiguar de Mossoró | 2    | 0 | 1 | 1 | 1:2   | 1    |

|  | Geplaatst voor finale |

## Totaalstand
| Plaats | Club                | Ptn. |
| ------ | ------------------- | ---- |
| 1.     | América de Natal    | 11   |
| 1.     | Força e Luz         | 11   |
| 3.     | ABC                 | 8    |
| 4.     | Potiguar de Mossoró | 5    |
| 4.     | Riachuelo           | 5    |
| 6.     | Alecrim             | 4    |
| 7.     | Atlético Potiguar   | 4    |
| 8.     | Ferroviário         | 0    |

|  | Geplaatst voor derde toernooi |

## Derde toernooi
| Plaats | Club                | Wed. | W | G | V | Saldo | Ptn. |
| ------ | ------------------- | ---- | - | - | - | ----- | ---- |
| 1.     | ABC                 | 5    | 3 | 2 | 0 | 8:4   | 8    |
| 2.     | Potiguar de Mossoró | 5    | 3 | 1 | 1 | 6:4   | 7    |
| 3.     | América de Natal    | 5    | 2 | 3 | 0 | 6:4   | 7    |
| 4.     | Força e Luz         | 5    | 2 | 0 | 3 | 9:9   | 4    |
| 5.     | Riachuelo           | 5    | 0 | 2 | 3 | 3:8   | 2    |
| 6.     | Alecrim             | 5    | 1 | 0 | 4 | 5:8   | 2    |

|  | Geplaatst voor finale |

## Finale
América had genoeg aan een gelijkspel omdat het twee van de drie toernooien gewonnen had.
|                    |                  |       |     |  |
| 11 december Finale | América de Natal | 0 – 0 | ABC |  |
| 11 december Finale |                  |       |     |  |

## Kampioen
| Campeonato Potiguar de 1974           |
| Rio Grande do Norte                   |
| ------------------------------------- |
| AMÉRICA DE NATAL Kampioen (18° titel) |